# Instituto Doutor José Frota
O Instituto Doutor José Frota, mais conhecido por sua sigla IJF, é um hospital de nível terciário da rede de assistência à saúde da Prefeitura de Fortaleza, integrado ao Sistema Único de Saúde (SUS). A instituição é referência regional no socorro às vítimas de traumas de alta complexidade, lesões vasculares graves, queimaduras e intoxicações. Funcionando em plantão 24 horas, o centro de urgência e emergência conta com equipes completas em mais de 20 especialidades médicas. 
Criado em 1936, com o nome de Assistência Municipal de Fortaleza, teve sua denominação modificada para Instituto Dr. José Frota (IJF), em 1970, em homenagem ao seu ex-diretor, Dr. José Ribeiro da Frota. Atualmente, o IJF disponibiliza 461 leitos de internação à população, sendo 33 em Unidades de Terapia Intensiva (UTI), e 11 Salas Cirúrgicas. Com a ampliação das áreas de atendimento, por meio da construção do Anexo IJF 2, a unidade passou a contar com 664 leitos e 20 Salas Cirúrgicas, além dos serviços de Ressonância Magnética e Hemodinâmica. 

## Pesquisa
Em parceria com o Núcleo de Pesquisa e Desenvolvimento de Medicamentos da Universidade Federal do Ceará, o instituto vem pesquisando o uso de pele de tilápia no tratamento e recuperação de pacientes que sofreram queimaduras. Após a aprovação pela Anvisa, os testes em humanos começaram no segundo semestre de 2016, e dos 30 pacientes, 23 já haviam tido alta até novembro. 

## Planejamento Estratégico

### MISSÃO
Promover assistência segura e de excelência a pessoas em situação de urgência e emergência, com foco no trauma e na alta complexidade, sendo hospital de ensino, pesquisa e orientador de políticas públicas. 

### VISÃO
Ser reconhecido internacionalmente como um complexo hospitalar quaternário de excelência, com foco no trauma e no desenvolvimento do ensino e da pesquisa.

### VALORES
- Compromisso: para o atendimento de excelência com foco na recuperação e reinserção de paciente.
- Segurança: primar pela segurança dos pacientes e colaboradores.
- Humanização: primar pela ética, respeito à pessoa humana e a integralidade das ações.
- Inovação: promover a melhoria contínua, técnica, científica e social com inovação e pioneirismo.
- Gestão participativa com transparência nas ações.
- Responsabilidade social e ambiental.
- Ética.